# Plectocarpon
Plectocarpon är ett släkte av svampar som beskrevs av Antoine Laurent Apollinaire Fée. Plectocarpon ingår i familjen Roccellaceae, ordningen Arthoniales, klassen Arthoniomycetes, divisionen sporsäcksvampar och riket svampar.
Kladogram enligt Dyntaxa:
| Plectocarpon | \| \| Plectocarpon cladoniae \| \| \| \| |
|              | \| \| Plectocarpon cladoniae \| \| \| \| |
|              | Bactrospora                              |
|              |                                          |
|              | Cresponea                                |
|              |                                          |
|              | Dirina                                   |
|              |                                          |
|              | Enterographa                             |
|              |                                          |
|              | Lecanactis                               |
|              |                                          |
|              | Lecanographa                             |
|              |                                          |
|              | Opegrapha                                |
|              |                                          |
|              | Schismatomma                             |
|              |                                          |
|              | Plectocarpon cladoniae                   |
|              |                                          |

|  | Plectocarpon cladoniae |
|  |                        |